# Emmerich Czermak

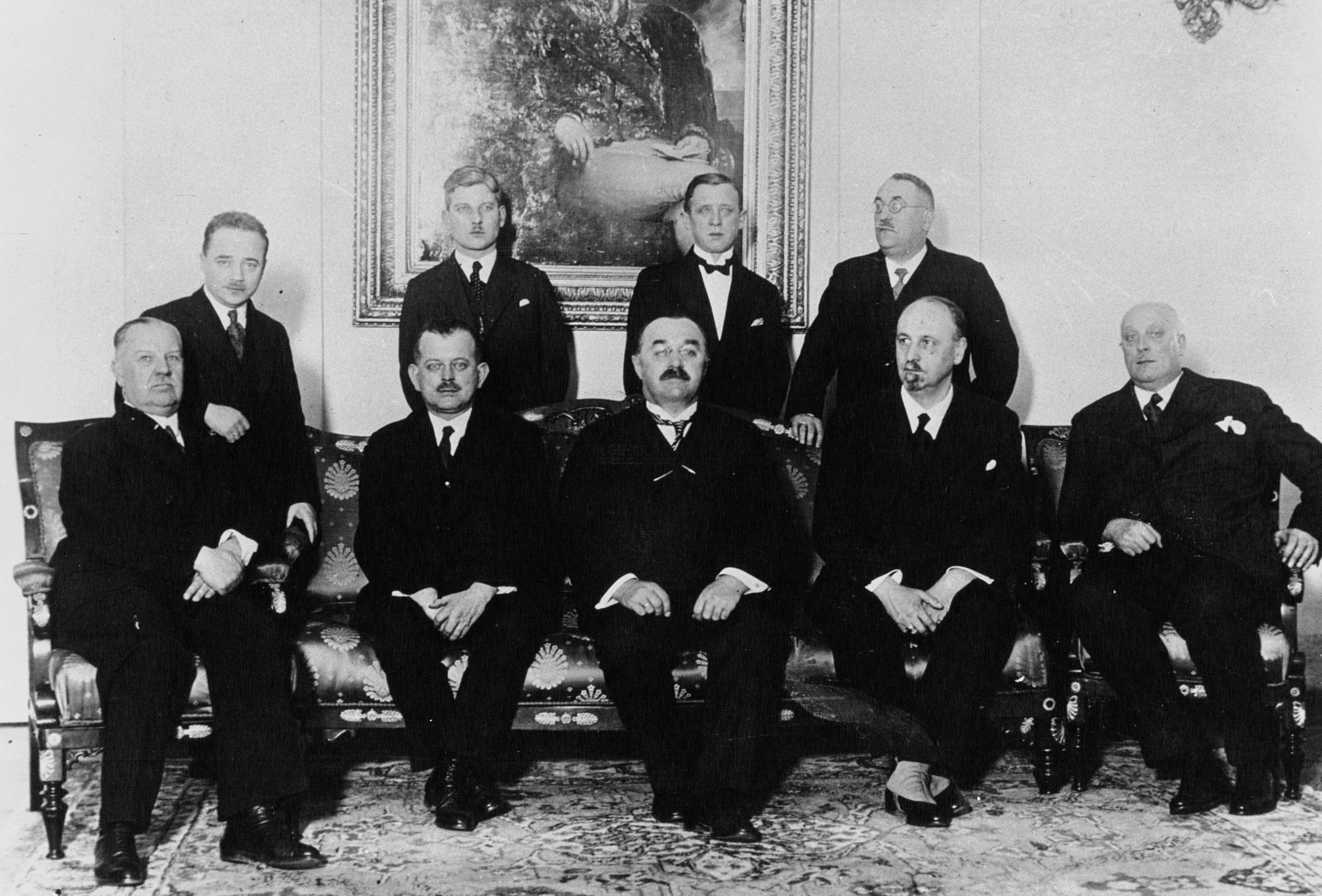
Kabinett Buresch mit Bundespräsident Wilhelm Miklas, Emmerich Czermak stehend, dritter von links (1932).

Emmerich Czermak (* 14. März 1885 in Datschitz, Mähren; † 18. April 1965 in Wien) war ein österreichischer Politiker (Christlichsoziale Partei) und 1929 bis 1932 Unterrichtsminister.

## Leben
Emmerich Czermak besuchte das Gymnasium in Iglau und studierte anschließend Geographie und Geschichte an der Universität Wien, wo er 1907 promoviert wurde. Er war ab 1903 Korporierter in der K.Ö.H.V. Nordgau Wien im (2.) Österreichischen Cartellverband. 1905 wurde er Vorortobmann des ÖCV und verhandelte mit dem deutschen CV über die Eingliederung des ÖCV in den CV, die 1906 beschlossen wurde. Mit anderen Mitgliedern der Nordgau war Czermak 1908 an der Gründung der katholischen Ferialverbindung Odergau Neutitschein beteiligt. Im Lauf der Zeit bekam er ehrenhalber das Band zahlreicher weiterer CV-Verbindungen verliehen (Babenberg Wien, Vandalia Prag, Danubia Wien, Waltharia Wien, Amelungia Wien, Vindelicia Innsbruck, Rudolfina Wien, Alpenland Wien, Austria Wien, Ferdinandea Prag, Glückauf Leoben, Nibelungia Brünn, Nordgau Prag, Norica Wien, Saxo-Bavaria Prag). Nach bestandener Lehramtsprüfung unterrichtete er an der Landesoberrealschule in Krems. Später wurde er Gymnasialprofessor am Realgymnasium Stockerau und von 1928 bis 1932 Direktor des Gymnasiums Hollabrunn.
Czermak wurde 1921 Gemeinderat, 1927 Vizebürgermeister der Stadt Stockach. Von 1921 bis 1934 war er auch Abgeordneter zum Landtag von Niederösterreich. Ab 1921 war er zudem Obmann des Christlichsozialen Volksverbandes von Niederösterreich, einer Gliederung der Christlichsozialen Partei (CS). Seit den 1920er Jahren war er Mitglied der antisemitischen Deutschen Gemeinschaft, der sowohl Katholisch-Klerikale als auch Deutschnationale angehörten (darunter Arthur Seyß-Inquart, Engelbert Dollfuß, Karl Wache, Robert Hohlbaum und Hermann Neubacher). Von Mai bis September 1929 und erneut von September 1930 bis Mai 1932 war Czermak als Bundesminister für Unterricht tätig. Als sich Carl Vaugoin ab November 1933 als Parteiobmann der Christlichsozialen beurlauben ließ, führte Czermak an dessen Stelle die Geschäfte und wurde nach Vaugoins endgültigem Ausscheiden im Jänner 1934 selbst letzter Parteiobmann der CS. Im Frühjahr 1934 musste er auf Druck von Dollfuß die Partei auflösen, sie ging in der Vaterländischen Front auf. Ab 1934 war er Präsident des Landesschulrates für Niederösterreich, bis er 1938 von den Nazis enthoben wurde. Während der Dollfuß-Schuschnigg-Diktatur gehörte er von 1934 bis 1938 dem „ständischen“ Landtag von Niederösterreich an.
Czermak war ausgesprochen antisemitisch eingestellt und äußerte sich auch als Publizist in diesem Sinne. In seiner 1933 publizierten Schrift „Ordnung in der Judenfrage“ trat Czermak für eine Lösung durch Zionismus und Auswanderung nach Palästina ein. Im Auftrag Schuschniggs nahm er dann Kontakt zu „nationalen Juden“ auf, die damals von Oskar Karbach geführt wurden und schrieb ihm in einem Brief: „Wir begegnen dem jüdischen Volk und auch seiner nationalen Religion gerne mit voller Achtung. Wir wollen sie geschützt sehen, aber auch uns selbst schützen. Nicht etwa vor den Bekennern der jüdischen Religion und Nation, sondern vor den national und religiös heimatlos gewordenen Schädlingen, welche an der Zerstörung der ihnen unverständlich gewordenen Werte des eigenen und des Wirtsvolkes Schuld tragen.“
Nach 1945 war Czermak als öffentlicher Verwalter im Versicherungswesen tätig. Er war der Vater des Mediziners Hans Czermak.
Sein Nachlass befindet sich im Archiv des Instituts für Zeitgeschichte der Universität Wien.

## Auszeichnungen
- Wollek-Band
- Ehrenpräsident der Österreichischen Pfadfinder
- Dr. Emmerich Czermak-Straße ⊙ in Stockerau

## Schriften
- Geschichte Hermanns, Markgrafen von Baden und Herzogs von Österreich und Steier. 1248–1250. In: Jahresbericht über die Niederösterreichische Landes-Oberrealschule und die damit verbundene Landes-Handelsschule in Krems. Band 1911/12. Krems 1912.
- Ordnung in der Judenfrage? Mit Beiträgen von Emmerich Czermak: Verständigung mit dem Judentum? und Oskar Karbach: Wende der staatlichen Judenpolitik. (Dokumente, zusammengestellt von der Schriftleitung der Berichte zur Kultur- u. Zeitgeschichte). 4. Sonderschrift der Berichte zur Kultur- und Zeitgeschichte. Hrsg. von Nikolaus Hovorka. Reinhold Verlag, Leipzig-Wien 1933.
- Kunst ins Volk. (Hrsg. Emmerich Czermak). Verlag des Kulturreferates der Vaterländischen Front der Landesleitung Niederösterreich, Wien 1936.
- Benjamin Disraeli (Lord Beaconsfield): Die jüdische Weltherrschaft. Übersetzt und erläutert von Lothar von Mitis. Nebst einem Geleitwort von Emmerich Czermak. Verlag O. Hillmann, Leipzig 1937.
- Demokratie und Wahlrecht. Europa Verlag, Wien 1948.